# Francisco Lopes
Francisco José de Almeida Lopes (Vila Cova de Alva, Arganil, 29 de agosto de 1955) é um eletricista e político português.
Militante comunista desde 1974, frequentou a Escola Industrial Marquês de Pombal e o Instituto Industrial de Lisboa (atual Instituto Superior de Engenharia), onde participou no movimento estudantil de contestação à ditadura. Em 1973 participou no III Congresso da Oposição Democrática, em Aveiro, e na campanha eleitoral para a Assembleia Nacional, de Outubro desse ano. 

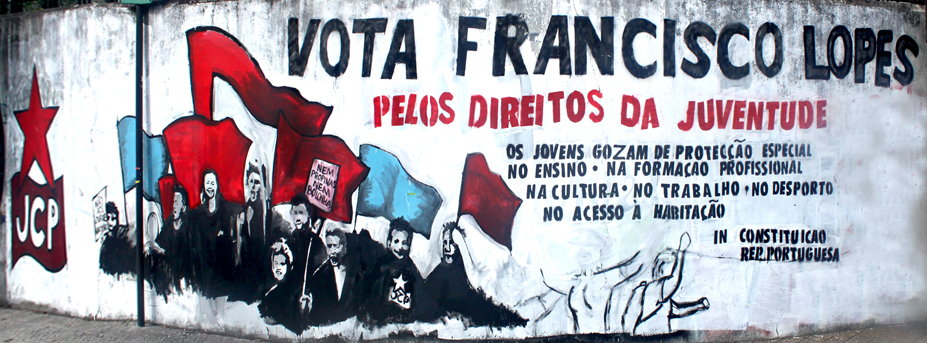
Pintura mural no Porto.

Militou também na União dos Estudantes Comunistas, a ala estudantil do Partido Comunista Português (PCP). Empregado na Applied Magnetics, foi membro da respetiva Comissão de Trabalhadores, colaborando com o Sindicato dos Electricistas do Distrito de Lisboa. Foi designado membro do Comité Central do PCP em 1979, chegando à Comissão Política e ao Secretariado em 1990. Foi eleito deputado à Assembleia da República, pelo círculo de Setúbal, em 2005. Candidato às eleições presidenciais de 2011, com o apoio do PCP e do Partido Ecologista "Os Verdes", alcançou um resultado de cerca de 7%.